# トーマス・ジェファーソン (原子力潜水艦)
|          |                                                |
| 艦歴     |                                                |
| 発注     | 1960年7月22日                                  |
| 起工     | 1961年2月3日                                   |
| 進水     | 1962年2月24日                                  |
| 就役     | 1963年1月4日                                   |
| 退役     | 1985年1月24日                                  |
| その後   | 原子力艦再利用プログラム                       |
| 除籍     | 1986年4月30日                                  |
| 性能諸元 |                                                |
| 排水量   | 基準 6,700トン、満載 7,280トン                 |
| 全長     | 129.5 m (425 ft)                               |
| 全幅     | 10 m (33 ft)                                   |
| 吃水     | 9.7 m (32 ft)                                  |
| 機関     | 原子力ギアード・タービン                       |
| 主機関   | GE S5W原子炉 1基                               |
| 最大速   |                                                |
| 乗員     | 士官19名、兵員127名                            |
| 兵装     | 21インチ魚雷発射管4基 ポラリス弾道ミサイル16発 |

トーマス・ジェファーソン (USS Thomas Jefferson, SSBN/SSN-618) は、アメリカ海軍のイーサン・アレン級原子力潜水艦の5番艦。艦名は第3代大統領トーマス・ジェファーソンにちなんで命名された。その名を持つ艦としては2隻目である。

## 艦歴
トーマス・ジェファーソンは1961年2月3日にバージニア州ニューポート・ニューズのニューポート・ニューズ造船所で起工した。1962年2月24日にロバート・S・マクナマラ夫人（マクナマラ国防長官の妻）によって命名、進水し、1963年1月4日にブルー班艦長レオン・H・ラスバン中佐、ゴールド班艦長チャールズ・プリースト・ジュニア中佐の指揮下就役する。
ブルー、ゴールド両班の乗組員による整調訓練および建造所による信頼性確認期間の後、トーマス・ジェファーソンは10月前半に第14潜水戦隊に配属された。1963年10月28日、ブルー班乗員が乗り組み最初の戦略抑止哨戒に出航、12月にスコットランドのホーリー・ロッホで巡航を完了した。続く4年間ホーリー・ロッホを拠点として哨戒を続け、第14潜水戦隊の旗艦任務も務めた。1966年には、コネチカット州ニューロンドンに帰還し2度の訓練と回復期間を経験する。1967年1月12日に15回目の抑止哨戒を開始し、哨戒を完了するとニューポート・ニューズ造船所に入渠、最初のオーバーホールと燃料交換を行った。1968年6月17日に出航準備を完了し、ゴールド、ブルー両班による回復訓練の後10月29日に16回の抑止哨戒を開始、1968年12月5日にスペインのロタで完了した。
トーマス・ジェファーソンは1969年、70年、71年、72年それぞれに抑止哨戒を行い、70年と71年には特別任務に従事した。1972年10月20日、ゴールド班乗員が前年の特別任務の功績で殊勲部隊章を受章した。
1973年には2度の哨戒を完了、その後帰国し6月18日から8月31日まで海軍兵学校生の訓練を担当した。その年最後の哨戒は12月12日に終了した。最後の哨戒となった36回目の哨戒は大西洋において1974年1月31日から3月22日まで行われた。バージニア州ノーフォークおよびサウスカロライナ州チャールストンへの訪問の後、5月22日にニューロンドンに帰還、トーマス・ジェファーソンは太平洋艦隊に配属され、母港はカリフォルニア州ヴァレーホに変更された。6月7日にニューロンドンを出港、西海岸を経由して6月27日にメア・アイランドに到着した。
1974年7月1日、トーマス・ジェファーソンはオーバーホールおよび燃料補給のためメア・アイランド海軍工廠に入渠し、ポラリスA-3ミサイル運用のための改修が行われた。作業は1975年11月17日まで継続し、その後ワシントン州ブレマートンに向かう。1ヶ月間ピュージェット・サウンドに留まり、続いてカリフォルニア州サンディエゴに移動した。
1976年1月から3月にかけてブルー班乗組員はオーバーホール後の整調を行い、その後パナマ運河を通過、フロリダ州ケープカナベラルでポラリスミサイルの発射試験を行った。
1976年、サンディエゴで活動中ブルー班乗組員は艦の電力および推進力を全て失った。バッテリーから電力供給を受けた艦内灯だけが点燈する中、艦は安全に港に帰還した。抗しがたい訓練計画の結果、「自由のための40、訓練のための1つ」という新しいスローガンが作られることとなった。
ゴールド班は4月4日に乗艦し、追加のオーバーホール後の整調が行われた。その中にはケープカナベラルでのミサイル発射、パナマ運河の通過およびワシントン州バンゴールでのミサイルの撤去が含まれた。トーマス・ジェファーソンは8月8日に太平洋艦隊での抑止哨戒を開始し、その後も第15潜水戦隊の1隻として1977年から78年にかけて任務を継続、44回の抑止哨戒を完了した。
1981年、第一次戦略兵器制限交渉に従いトーマス・ジェファーソンのミサイル発射装置が撤去されることとなった。ミサイル発射管にはセメントブロックが詰められ、ミサイル火器管制システムおよび慣性航法システムの一部が撤去された。トーマス・ジェファーソンは1981年3月11日に攻撃潜水艦に艦種変更され、船体番号は SSN-618 に変更、その後は主として訓練、対潜水艦戦演習などの任務に使用された。トーマス・ジェファーソンは1985年1月24日に退役し、1986年4月30日に除籍された。1996年10月1日にブレマートンで原子力艦再利用プログラムに従って解体が始められ、作業は1998年3月6日に完了した。